# Бичков Вячеслав Васильович
Вячесла́в Васи́льович Бичко́в (16 липня 1941) — народний депутат України 1-го скликання.

## Біографія
Народився 16 липня 1941 в селі Петропавлівка, Братський район, Миколаївська область, УРСР. Росіянин, освіта вища, вчений-агроном, Одеський сільськогосподарський інститут.
1957 — колгоспник, колгоспу ім. Кірова, Братського району Миколаївської області.
1960 — служба в Радянській Армії.
1963 — навчання в Одеському сільськогосподарському інституті.
1968 — агроном райуправління сільського господарства Гола Пристань, Херсонської області, Головний агроном радгоспів «Новокаховський», «Таврійський», Новотроїцького району, Херсонської області.
1973 — начальник райуправління сільського господарства; заступник голови Новотроїцького райвиконкому.
1975 — голова колгоспу «Росія».
1982 — голова виконкому Новотроїцької районної Ради народних депутатів.
1985 — перший заступник голови облвиконкому Херсонської Ради народних депутатів, голова обласного агропромкомітету.
Член КПРС з 1971 року.
Висунутий кандидатом у Народні депутати трудовим колективом радгоспу «Таврійський», Новотроїцького району, Херсонської області.
29 квітня 1990 року обраний народним депутатом України, 2-й тур, 58.79 % голосів, 5 претендентів.
- Херсонська область
- Новотроїцький виборчий округ № 401
- Дата прийняття депутатських повноважень: 15 травня 1990 року.
- Дата припинення депутатських повноважень: 10 травня 1994 року.

Входив до групи «Аграрники», «За соціальну справедливість», «Рада». Голова підкомісії Комісії ВР України з питань відродження та соціального розвитку села.
Нагороджений орденами Трудового Червоного Прапора, «Знак Пошани».
Одружений, має дітей.